# Fusigobius duospilus
Fusigobius duospilus là một loài cá biển thuộc chi Fusigobius trong họ Cá bống trắng. Loài này được mô tả lần đầu tiên vào năm 1985.

## Từ nguyên
Từ định danh duospilus được ghép bởi hai âm tiết trong tiếng Hy Lạp cổ đại: dúo (δύο; “hai”) và spílos (σπίλος; “chấm, đốm”), hàm ý đề cập đến hai đốm đen trên vây lưng của loài cá này.

## Phân bố và môi trường sống
Từ Đông Phi, F. duospilus có phân bố trải dài về phía đông đến quần đảo Hawaii và quần đảo Marquises, ngược lên phía bắc tới phía nam Nhật Bản (gồm cả quần đảo Ogasawara), xa về phía nam đến Úc (gồm cả đảo Lord Howe). Ở Việt Nam, F. duospilus được ghi nhận tại vịnh Nha Trang, cũng như tại quần đảo Trường Sa.
F. duospilus sống trên nền cát trong các hốc, lõm trên rạn san hô, được tìm thấy ở độ sâu đến ít nhất là 46 m.

## Mô tả
Chiều dài lớn nhất được ghi nhận ở F. duospilus là 6 cm. Cá có màu xám trong mờ với các vệt đốm màu nâu cam. Vây lưng trước có hai đốm đen. Có đốm đen trên cuống đuôi.
Số gai ở vây lưng: 7; Số tia ở vây lưng: 9; Số gai ở vây hậu môn: 1; Số tia ở vây hậu môn: 8.

## Sinh thái
F. duospilus có thể sống đơn độc hoặc theo nhóm. Loài này có thể phát huỳnh quang đỏ ở độ sâu mà ban ngày hầu như ánh sáng đỏ từ Mặt Trời không rọi xuống được.